# Чибирас, Криступас
Кри́ступас Чи́бирас (лит. Kristupas Čibiras; пол. Krzysztof Czybir; 14 декабря 1888, деревня Радейкишки Свенцянского уезда (ныне Игналинский район, Литва) — 24 марта 1942, Вильнюс) — литовский католический священник, теолог, общественный деятель.

## Биография
Родился в деревне Радейкишки. Окончил семинарию в Вильно (1911) и католическую духовную академию в Санкт-Петербурге (1915). Преподавал в литовской гимназии в Вильно и в Свенцянах.  С 1915 года был викарием костёла Святых Петра и Павла в Вильно. С 1924 года до смерти — священник прихода костёла Святого Николая в Вильно. Превратил костёл в важнейший литовский национально-культурный и общественный центр. В 1927 году польские власти содержали его под арестом.
Был председателем просветительского общества „Rytas“ (1933—1938) и вице-председателем Временного литовского комитета в Вильно.
Участвовал в периодической печати. Издавал и редактировал газеты „Vilniaus garsas“ (1920—1921), „Nasza Ziemia“. Издал ряд книг богословского содержания:
- Doros objektyvumas (1919)
- Dogmatika (1922)
- Liturgika (1922, повторно 1947, Германия)

Погиб под стеной дома, рухнувшего во время бомбардировки советской авиацией Вильнюса. Похоронен на кладбище Расу; могила находится неподалёку от могилы Йонаса Басанавичюса.